# Swansea
Swansea (kymriska: Abertawe – "Tawes mynning") är en stad i kommunen City and County of Swansea i södra Wales. Själva staden ligger vid kusten, rakt öster om Gowerhalvön i det traditionella grevskapet Glamorgan. Man menar att namnet Swansea kommer från "Sweyn's Ey" ("Sveins ö"), och blev infört i perioden då vikingar plundrade kusten av Wales. Staden fick status som city så sent som år 1969, i samband med insättningen av prins Charles. Orten har 246 563 invånare (2022).
Stadsgränsen har en god marginal omkring den egentliga staden Swansea, och inkluderar orter som Gorseinon och Loughor. Swansea är Wales näst största stad efter huvudorten Cardiff, en status den fick genom stark tillväxt då den blev centrum för tung industri under 1700- och 1800-talen.
De flesta byggnaderna i centrum är moderna, då Swansea blev bombat flera gånger under andra världskriget. Utanför staden finns fina stränder och ett vackert kustlandskap, och den tidigare fiskeorten Mumbles (även känd som Oystermouth) har blivit en turistplats med flera restauranger.

## Demografi
Swansea är med sina 246 563 invånare den andra mest befolkade staden i Wales. Befolkningstätheten är 596 invånare per kvadratkilometer, vilket gör den till den sjätte största i Wales. Av befolkningen är 97,9% vita, 1,2% sydasiater, 0,3% afro-karibiska och 0,3% kineser. Av befolkningen talar 22,5% kymriska, vilket gör att Swansea kommer på elfte plats över kymrisktalande städer.

## Klimat
|                                            | Jan | Feb | Mar | Apr | Maj | Jun | Jul | Aug | Sep | Okt | Nov | Dec |
| ------------------------------------------ | --- | --- | --- | --- | --- | --- | --- | --- | --- | --- | --- | --- |
| Normaldygnets maximitemperaturs medelvärde | 6   | 6   | 9   | 11  | 15  | 17  | 19  | 18  | 16  | 13  | 9   | 8   |
| Normaldygnets minimitemperaturs medelvärde | 4   | 4   | 7   | 8   | 12  | 14  | 16  | 16  | 13  | 11  | 8   | 6   |
|                                            |     |     |     |     |     |     |     |     |     |     |     |     |
| Nederbörd                                  | 71  | 52  | 45  | 49  | 36  | 42  | 41  | 50  | 55  | 81  | 71  | 71  |

| Diagram | temperaturer i °C • månadsnederbörd i mm • Källa: | temperaturer i °C • månadsnederbörd i mm • Källa: | temperaturer i °C • månadsnederbörd i mm • Källa: | temperaturer i °C • månadsnederbörd i mm • Källa: | temperaturer i °C • månadsnederbörd i mm • Källa: | temperaturer i °C • månadsnederbörd i mm • Källa: | temperaturer i °C • månadsnederbörd i mm • Källa: | temperaturer i °C • månadsnederbörd i mm • Källa: | temperaturer i °C • månadsnederbörd i mm • Källa: | temperaturer i °C • månadsnederbörd i mm • Källa: | temperaturer i °C • månadsnederbörd i mm • Källa: | temperaturer i °C • månadsnederbörd i mm • Källa: |
|         | 71 6 4                                            | 52 6 4                                            | 45 9 7                                            | 49 11 8                                           | 36 15 12                                          | 42 17 14                                          | 41 19 16                                          | 50 18 16                                          | 55 16 13                                          | 81 13 11                                          | 71 9 8                                            | 71 8 6                                            |

Swansea har samma typiska väder som den västra delen av Storbritannien, ett tempererat klimat. Som del av kustregionen har den ett mildare klimat än berg- och dalområdena på inlandet. Denna plats medför dock att Swansea utsätts för regn som tar sig in från Atlanten; Met Office hävdar att Swansea är den blötaste staden i Storbritannien. Vid midsommar kan temperaturen stiga uppåt 20 grader celsius.

## Sport
Fotbollsklubben Swansea City AFC vann säsongen 10/11 den avgörade kvalmatchen för att kvalificera sig för Premier League säsongen 2011/2012 och spelar sina hemmamatcher på Swansea.com Stadium som man delar tillsammans med rugbyklubben Ospreys.

## Galleri

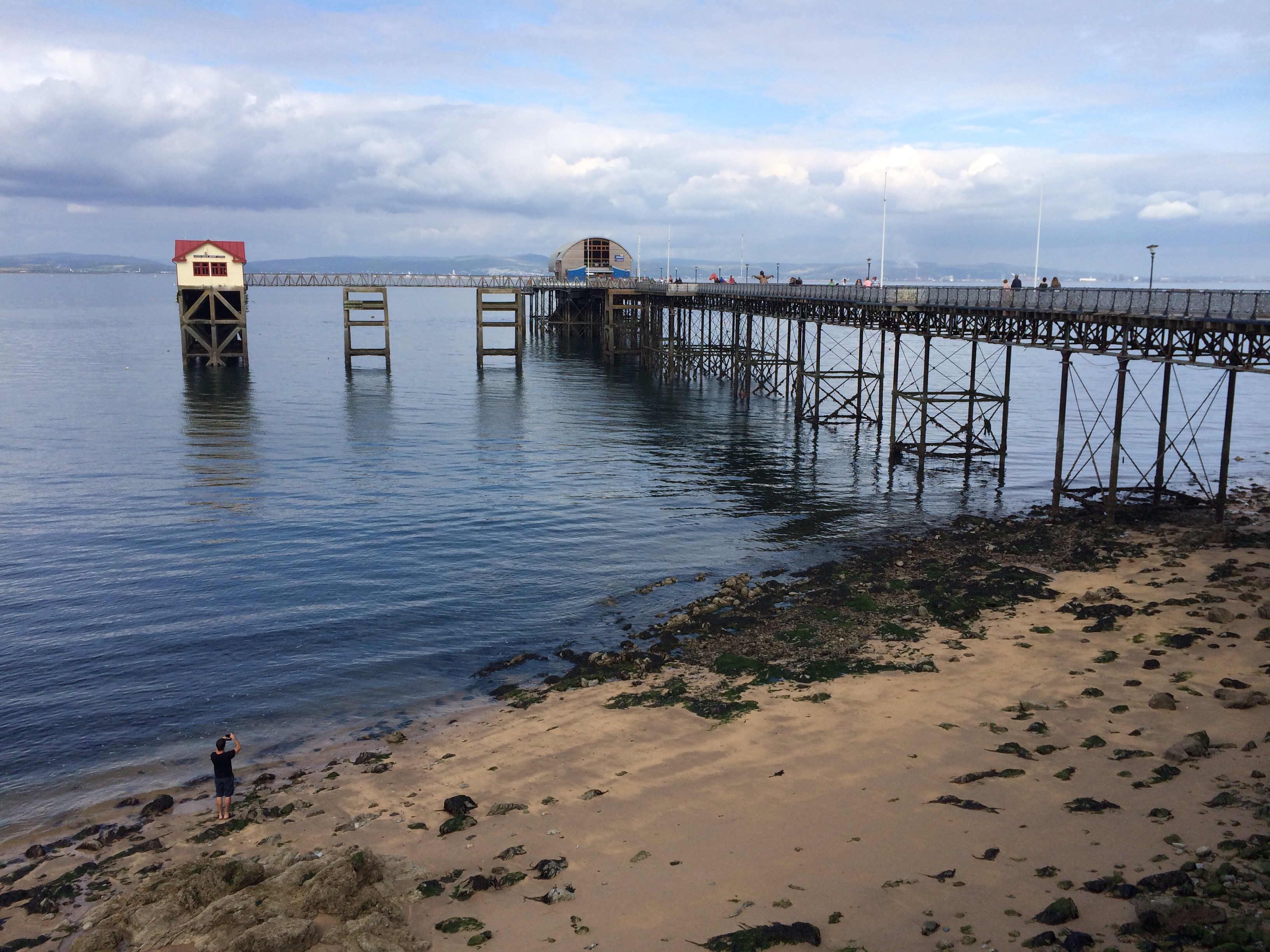
Mumbles Pier.
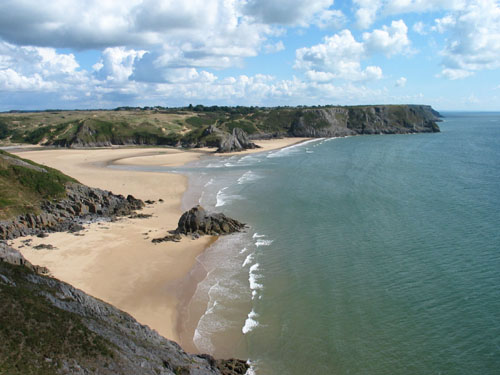
Three Cliffs Bay.
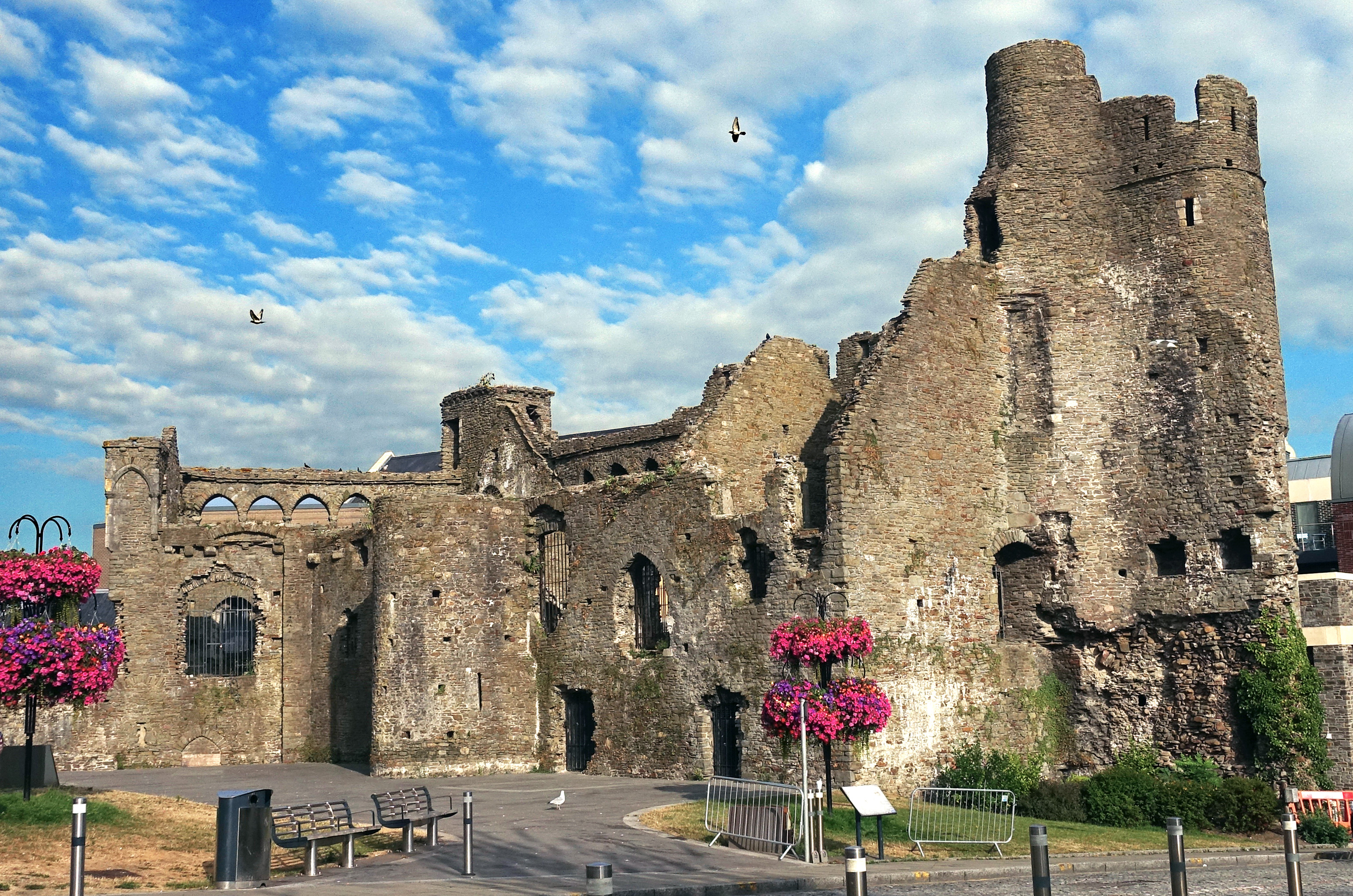
Swansea Castle
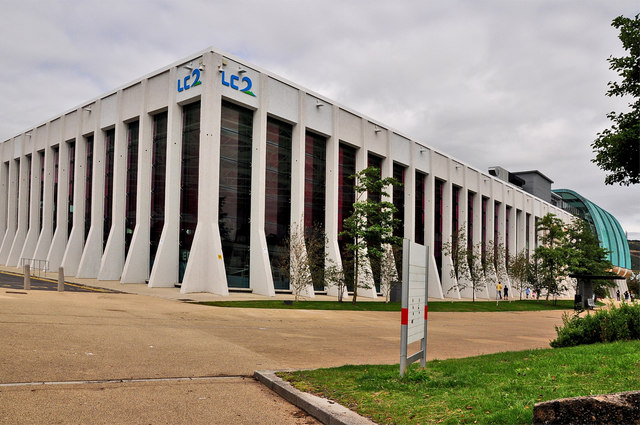
The LC Leisure Centre, är ett allaktivitetshus.
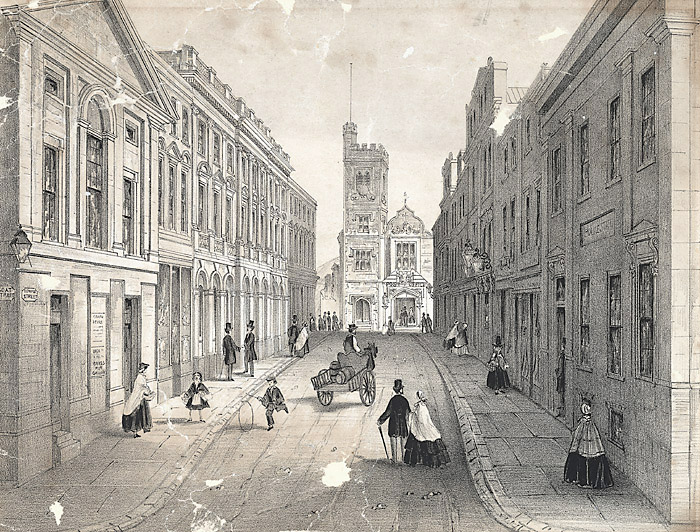
Temple street, med teatern och postkontoret 1865.
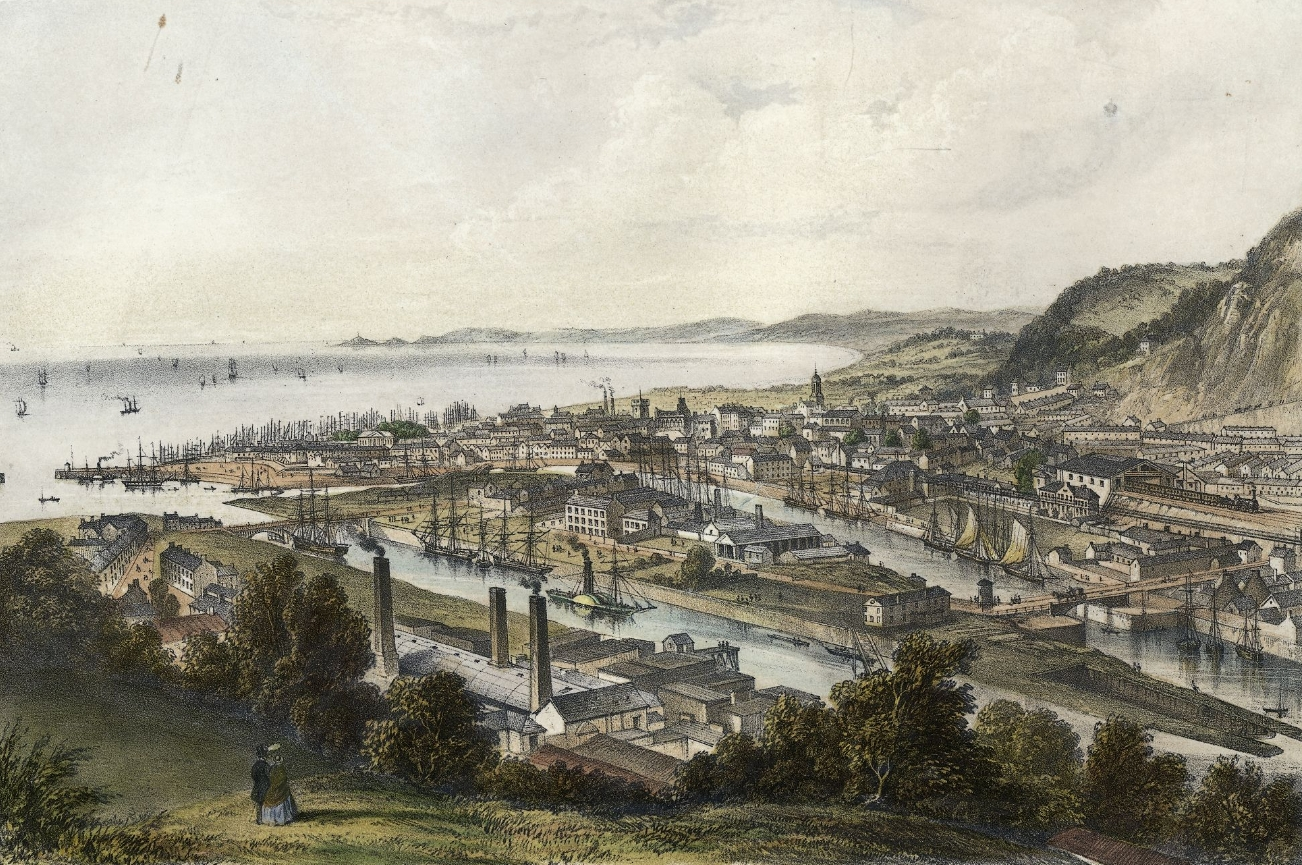
Hamnen och järnvägsbron 1850.
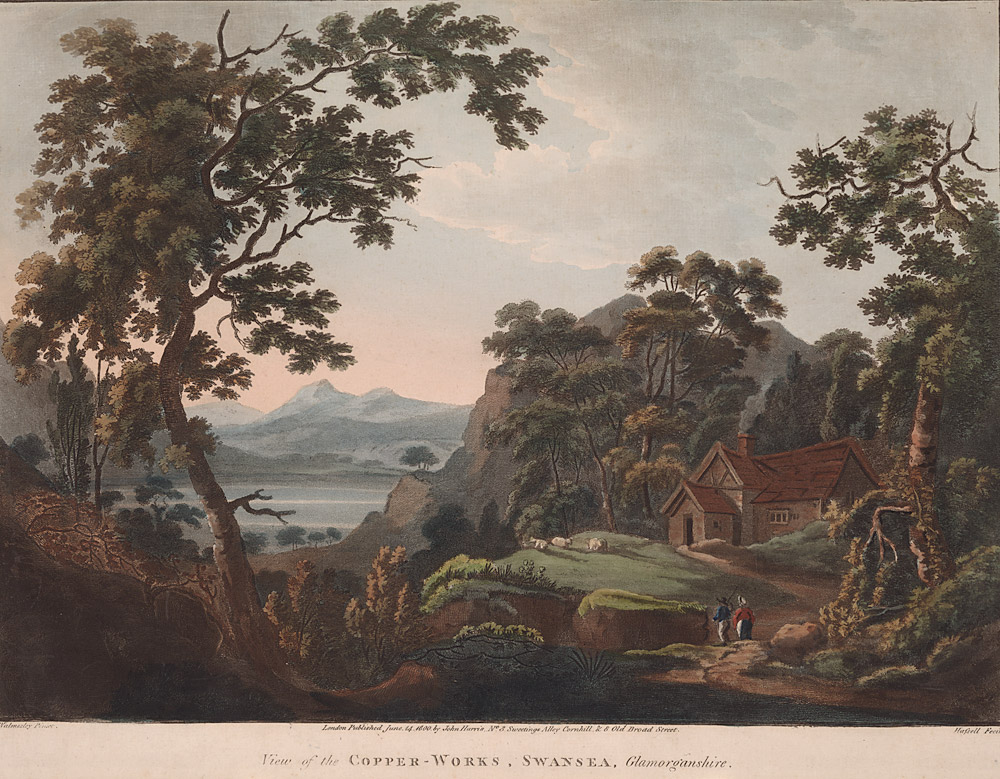
Smältverket i Lower Swansea Valley ca 1800.
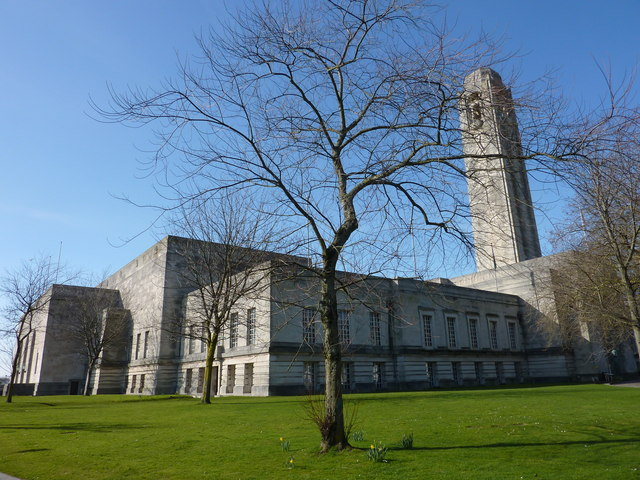
Swansea Guildhall.

## Kända personer födda i Swansea
- Pete Ham medlem i Badfinger.
- Donald Anderson, ledamot av brittiska underhuset
- Lilian, svensk prinsessa
- Rob Brydon, komiker och skådespelare
- Dylan Thomas, författare
- Bonnie Tyler, sångerska
- Catherine Zeta-Jones, skådespelerska
- Alun Wyn Jones, före detta lagkapten för Wales i rugby union